# سیارک ۶۸۴۱
سیارک ۶۸۴۱ (به انگلیسی: 6841 Gottfriedkirch، نامگذاری:2034P-L) شش هزار و هشتصد و چهل و یکمین سیارک کشف شده‌است که در ۲۴ سپتامبر ۱۹۶۰ کشف شد.
قدر مطلق سیارک برابر ۱۴٫۳۰ است.